# Jeannine Hennicke
Jeannine Hennicke (Quedlinburg, RDA, 24 de octubre de 1985) es una deportista alemana que compitió en remo. Ganó una medalla de bronce en el Campeonato Mundial de Remo de 2006, en la prueba de cuatro scull.

## Palmarés internacional
| Campeonato Mundial | Campeonato Mundial | Campeonato Mundial | Campeonato Mundial |
| Año                | Lugar              | Medalla            | Prueba             |
| ------------------ | ------------------ | ------------------ | ------------------ |
| 2006               | Eton (Reino Unido) | Medalla de bronce  | Cuatro scull       |